# Kommen
Kommen ist eine Ortsgemeinde im Landkreis Bernkastel-Wittlich in Rheinland-Pfalz. Sie gehört der Verbandsgemeinde Bernkastel-Kues an.

## Geographie

### Geographische Lage
Kommen liegt im nördlichen Hunsrück. Nächstgelegenes Mittelzentrum ist Bernkastel-Kues.

### Klima
Kommen liegt innerhalb der gemäßigten Klimazone.

## Geschichte
Der Ort wurde im Jahr 922 als Cuminu erstmals urkundlich erwähnt. Bis 1802 bildete er mit Longkamp eine gemeinsame Gemeinde. Seit 1946 ist der Ort Teil des damals neu gebildeten Landes Rheinland-Pfalz.

## Politik

### Gemeinderat
Der Ortsgemeinderat in Kommen besteht aus sechs Ratsmitgliedern, die bei der Kommunalwahl am 9. Juni 2024 in einer Mehrheitswahl gewählt wurden, und dem ehrenamtlichen Ortsbürgermeister als Vorsitzendem. Von 2014 bis 2024 gehörten dem Gemeinderat acht Ratsmitglieder an, da die Einwohnerzahl zum Stichtag gemäß des rheinland-pfälzischen Kommunalwahlrechts über 300 lag.

### Bürgermeister
Thomas Weber wurde am 14. Januar 2020 Ortsbürgermeister von Kommen. Bei der Direktwahl am 8. Dezember 2019 war er mit einem Stimmenanteil von 85,06 % gewählt worden.
Die Neuwahl war notwendig geworden, da Webers bei den regulären Kommunalwahlen 2019 gewählter Vorgänger Thomas Herrmann das Amt zum 31. August niedergelegt hatte. Herrmann hatte die Aufgabe von Gerhard Leyendecker übernommen, der 2019 nicht erneut kandidiert hatte. Bei der Direktwahl am 9. Juni 2024 wurde Thomas Weber als einziger Bewerber mit 56,9 % für weitere fünf Jahre wiedergewählt.

## Kultur und Sehenswürdigkeiten
Die Dorfkapelle soll aus dem Jahr 1730 stammen.
Siehe auch: Liste der Kulturdenkmäler in Kommen

## Wirtschaft und Infrastruktur
Kommen zählt zum Verkehrsverbund Region Trier (VRT).
Seit September 2008 verfügt Kommen über einen Jugendraum, der fast ausschließlich von der Dorfjugend und mit Hilfe einiger Fachleute aus der Gemeinde erbaut wurde. In Kommen haben sich die Unternehmen Alfred Lengert Relex Forst- und Gartentechnik GmbH, POLYTECH-Verpackungen GmbH und Stablo-Warenhandel e. K. angesiedelt.